# Čandraján-2
Čandraján-2 (sanskrt चन्द्रयान-२, anglicky Chandrayaan-2) je druhá měsíční průzkumná mise Indie po Čandraján-1. Vyvinutá je Indickou kosmickou agenturou. Pro start ze Země použila novou indickou nosnou raketu LVM 3 . Náklad se skládá z lunárního orbiteru (umělá družice Měsíce), landeru a roveru, vyvinutých Indií a z laserového odrážeče NASA.
Start Čandrajánu-2 úspěšně proběhl 22. července 2019. Následně se pokusí o měkké přistání pozemní sondy s vozítkem, mezi dvěma krátery Manzinus C a Simpelius N na jižní měsíční šířce asi 70°. Pokud by byla sonda úspěšná, stala by se druhou misí s přistáním roveru v blízkosti lunárního jižního pólu.
Čandraján-2 měl naplánovaný start na duben 2019. Start naplánovaný na 14. července 2019 v 21:21 UTC (v Indii bude už 15.hodin ITC) byl přerušený v čase -56 minut před startem kvůli technické poruše, úspěšně odstartoval 22. července 2019 v 09:13 UTC (14:43 IST). Pozemní sonda s vozítkem se pokusila o měkké přistátí 6. září mezi dvěma krátery Manzinus C a Simpelius N na jižní měsíční šířce asi 70°. Ve výšce 2,1 km nad povrchem se spojení s přistávacím modulem ztratilo.

## Konstrukce

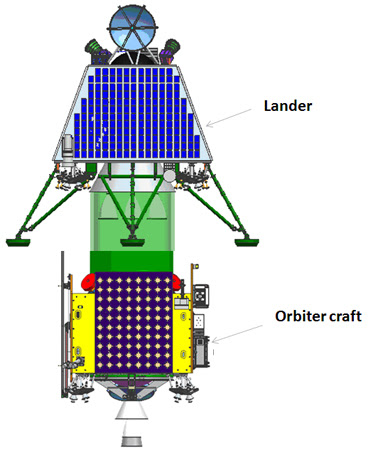
Orbiter a přistávací modul (lander) s vozítkem (rover) uvnitř povrchového výložníku

Pro misi byla využita nová indická nosná raketa LVM 3, hmotnost nákladu byla přibližně 3890 kg a start proběhl z vesmírného střediska Satish Dhawan na ostrově Šríharikota.

### Orbiter
Orbiter obíhá Měsíc ve výšce 100 km. Orbiter má osm vědeckých přístrojů; dva z nich jsou vylepšenými verzemi ze sondy Čandraján-1. Přibližná počáteční hmotnost byla 2379 kg. Kamera Orbiter High Resolution Camera (OHRC) bude vykonávat pozorování místa přistání s vysokým rozlišením před oddělením přistávacího modulu od orbiteru. Orbiter vyrobila společnost Hindustan Aeronautics Limited a 22. června 2015 byla dodána do satelitního střediska ISRO.

### Lander
Lander mise sa nazývá Vikram a je pojmenovaný po panu jménem Vikram Sarabhai (1919–1971), který je všeobecně považovaný za otce indického vesmírného programu. Přibližná hmotnost landeru a roveru je 1471 kg. Pohonný systém landeru se skládá z osmi motorů o výkonu 50 N pro řízení polohy a pěti hlavních motorů o výkonu 800 N odvozených z ISP 440 N Liquid Apogee Motor. Vikram může bezpečně přistát na svahu do 12 °. K 5. listopadu 2019 víme, že se přistání nepovedlo, ale zatím není jisté, proč.

### Rover

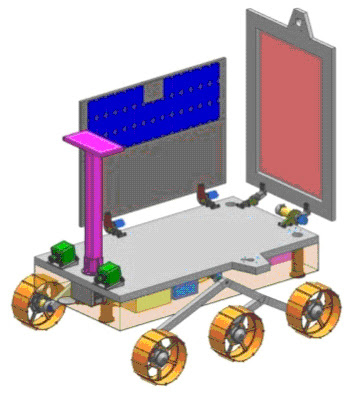
Náčrtek Roveru

Hmotnost roveru je asi 27 kg, napájený je ze solárního panelu. Rover se po měsíčním povrchu měl pohybovat na šesti kolech. Po provedení chemické analýzy na místě by poslal data na orbitu, ze které by se přenesly na pozemní stanici.

## Vědecké přístroje
ISRO vybral osm vědeckých přístrojů pro orbiter, čtyři pro lander, a dva pro rover. Ačkoli bylo původně oznámeno, že NASA a ESA by se na misi zúčastnili poskytnutím některých vědeckých nástrojů pro orbiter ISRO později objasnil, že z důvodu omezení hmotnosti, bude tato mise mít jen omezené zahraniční užitečné zatížení (laserový retroreflexní odražeč od NASA).